# Majencio (santo)

San Majencio, en francés Saint Maixent (Agda, 447-515) fue un santo francés.

## Biografía
Realizó sus primeros estudios en Agda, donde tuvo por maestro a Severo y más tarde se refugió en el monasterio de San Saturnino, a orillas del Sèvre en lo que hoy es Saint-Maixent-l'École, donde el santo anciano que había fundado la abadía, San Agapito, le acogió con júbilo y declinó voluntariamente en él su autoridad. 
En 507, Clodoveo I visitó el monasterio y rogó al piadoso abad que intercediese con Dios por el éxito de la campaña contra los visigodos arrianos que terminó con la victoria de Vouillé. Murió en 515 y poco después la piedad de los fieles le colocó entre los intercesores y la abadía tomó su nombre al cabo de algún tiempo.